# Зембожиці-Подлесьне
Зембожиці-Подлесьне (пол. Zemborzyce Podleśne) — село в Польщі, у гміні Конопниця Люблінського повіту Люблінського воєводства.
Населення — 776 осіб (2011).

## Демографія
Демографічна структура станом на 31 березня 2011 року:
|          | Загалом | Допрацездатний вік | Працездатний вік | Постпрацездатний вік |
| -------- | ------- | ------------------ | ---------------- | -------------------- |
| Чоловіки | 394     | 103                | 255              | 36                   |
| Жінки    | 382     | 82                 | 219              | 81                   |
| Разом    | 776     | 185                | 474              | 117                  |